# اندکی شرارت
اندکی شرارت (به انگلیسی: Something Wicked) یک فیلم ویدئویی آمریکایی مستقل در ژانر ترسناک و روان‌شناختی محصول سال ۲۰۱۴ به کارگردانی دارین اسکات و با بازی شانتل ونسانتن، جان رابینسون، بریتانی مورفی و جولیان موریس است. این فیلم زن جوانی را دنبال می‌کند که پس از یک حادثه دلخراش که منجر به مرگ پدر و مادرش شده، شکنجه روحی می‌شود. این فیلم همچنین آخرین حضور مورفی در فیلم را نشان می‌دهد که در ۲۰ دسامبر ۲۰۰۹ بر اثر ذات الریه و کم خونی درگذشت.

## تولید
فیلمبرداری بین آوریل و ژوئن ۲۰۰۹ در یوجین، اورگن انجام شده‌است.

## داستان
کریستین، یک عروس باکره (ونسانتن) و نامزدش، جیمز (رابینسون) هر دو آینده امیدوار کننده‌ای در پیش دارند. کریستین به تازگی در دانشگاه اورگان پذیرفته شده‌است و هم از چشم‌انداز تحصیلات خود هیجان زده‌است و هم از شانس ایجاد خانواده‌ای برای خودش. با این حال، یک تصادف اتومبیل غیرمنتظره و وحشتناک باعث فوت پدر و مادر کریستین می‌شود. با نزدیک شدن به روز عروسی او، وحشتی در او قرار می‌گیرد و روانپزشک وی، سوزان (مورفی)، احساس می‌کند که کریستین علائم اختلال اضطراب پس از سانحه را نشان می‌دهد، زیرا اسرار تاریک گذشته به آرامی ظاهر می‌شود.

## بازیگران
- شانتل ونسانتن در نقش کریستین
- جان رابینسون در نقش جیمز
- بریتانی مورفی در نقش سوزان
- جولیان موریس در نقش رایان
- جیمز پاتریک استارت در نقش بیل
- رابرت بلانچ در نقش جان
- آنجلیک پرین در نقش غیرت
- بتی مویر در نقش الن
- لنس روزن در نقش داگ
- جری بوکسباوم در نقش اد
- جو فینی در نقش دیو
- اکتبر مور در نقش دونا
- مایک هاوکینز در نقش گروهبان. الیس
- جان برین در نقش کلانتر
- گیلبرتو مارتین دل کمپو در نقش پلیس ۱
- پاتریشیا مالی تاچر در نقش پلیس ۲
- کیتی او گرادی در نقش اریکا
- دانیل والاس به عنوان مدیر
- هیلی اسنایدر به عنوان معلم بهزیستی[۳]

## انتشار فیلم
اولین فیلم در ۴ آوریل ۲۰۱۴ در یوجین، اورگان، جایی که در آن فیلمبرداری شده بود، نیز به نمایش درآمد. هفته بعد چند شهر دیگر مانند پورتلند و سیاتل اضافه شد. در ۱۲ سپتامبر ۲۰۱۴ در جنوب کالیفرنیا و نوادا منتشر شد.